# Szécsey György
Szécsey György (Petrilla, 1920. november 5. – Budapest, 1978. augusztus 17.) orvos, enzimológus, az orvostudományok kandidátusa (1967).

## Életpályája
1944-bem diplomázott a kolozsvári egyetemen. 1944–1946 között Salgótarjánban bányaorvosként üzemelt. 1946–1951 között a budapesti egyetemen a Haynal Imre vezette belgyógyászati klinikán laboratóriumi orvos volt. 1951–1956 között a Miskolci Kórház laboratóriumában adjunktus és az Országos Közegészségügyi Intézet Borsod megyei decentrumának vezető főorvosa volt. 1956–1962 között laboratóriumi főorvos volt. 1962–1969 között a III. sz. Belklinikán dolgozott. 1969–1978 között a Szent László Kórházban laboratóriumi főorvos volt.
Kutatási területe az endokrinológia, leginkább a májműködés enzimvizsgálatainak módszertana volt. Új vizsgálati eljárást dolgozott ki és vezetett be a laboratóriumi diagnosztikában.

## Művei
- Sero-immunologiai recectiók jelentősége májbetegségekben (kandidátusi disszertáció, Budapest, 1966)